# Полийирос (дим)
Поли́йирос (греч. Δήμος Πολυγύρου) — община (дим) в Греции. Входит в периферийную единицу Халкидики в периферии Центральная Македония. Население 22 048 жителей по переписи 2011 года. Площадь 947,417 квадратного километра. Плотность 23,27 человека на квадратный километр. Административный центр — Полийирос. Димарх с 2011 года — Астериос Зографос (Αστέριος Ζωγράφος).
Сообщество Полийирос (Κοινότητα Πολυγύρου) создано в 1918 году (ΦΕΚ 152Α), в 1924 году создана община Полийирос. В 2010 году (ΦΕΚ 87Α) по программе «Калликратис» к общине присоединены населённые пункты упразднённых общин Антемус, Ормилия и Зервохория.